# Rinchenia
Rynchenia (Rinchenia mongoliensis) – teropod z rodziny owiraptorów (Oviraptoridae).
Żył w epoce późnej kredy (ok. 71-65 mln lat temu) na terenach centralnej Azji. Długość ciała ok. 2,5 m, wysokość ok. 80 cm, masa ok. 120 kg. Jego szczątki znaleziono w Mongolii. Dawniej znana jako Oviraptor mongoliensis.